# Navy CIS/Staffel 1
Die erste Staffel der US-amerikanischen Dramaserie Navy CIS feierte ihre Premiere in den USA am 23. September 2003 auf dem Sender CBS. Das Finale wurde am 25. Mai 2004 gesendet. In Deutschland startete die Staffel am 17. März 2005 auf Sat.1. Am 25. August 2005 wurde in Deutschland die letzte Folge der Staffel gesendet. In der Schweiz wurde die Staffel vom 26. Juni bis zum 28. August 2007 auf 3+ ausgestrahlt. In Österreich wurde die erste Staffel von Navy CIS am 9. Dezember 2007 auf ORF1 gestartet. Am 13. September 2009 wurde die letzte Folge der Staffel gesendet.

## Darsteller
| Rollenname                           | Schauspieler      | Synchronsprecher  |
| ------------------------------------ | ----------------- | ----------------- |
| Special Agent Leroy Jethro Gibbs     | Mark Harmon       | Wolfgang Condrus  |
| Special Agent Caitlin „Kate“ Todd    | Sasha Alexander   | Ghadah Al-Akel    |
| Special Agent Anthony „Tony“ DiNozzo | Michael Weatherly | Norman Matt       |
| Abigail „Abby“ Sciuto                | Pauley Perrette   | Antje von der Ahe |
| Dr. Donald „Ducky“ Mallard           | David McCallum    | Eberhard Prüter   |

## Episoden
| Nr. (ges.) | Nr. (St.) | Deutscher Titel           | Originaltitel          | Erstausstrahlung USA | Deutschsprachige Erstausstrahlung (D) | Regie                | Drehbuch                                         |
| --- | --------- | ------------------------- | ---------------------- | -------------------- | ------------------------------------- | -------------------- | ------------------------------------------------ |
| 1 | 1         | Air Force One             | Yankee White           | 23. Sep. 2003        | 17. März 2005                         | Donald P. Bellisario | Donald P. Bellisario & Don McGill                |
| An Bord der Air Force One stirbt ein junger Navy-Commander, nachdem er mit Präsident Bush gegessen hat. Der NCIS, der Secret Service und das FBI streiten sich um die Zuständigkeit für den Fall. Letztendlich hebt die Maschine mit einer Secret Service Agentin – Agent Todd – und dem NCIS-Team Richtung Washington ab. Es stellt sich heraus, dass der Commander vergiftet wurde. Das Team schlussfolgert, dass der Commander ermordet wurde, damit der Präsident auf die Ersatzmaschine umsteigen musste, in der es andere Sicherheitsvorkehrungen gibt. Ein als Reporter getarnter Killer versucht den Präsidenten mit an Bord gelagerten Waffen umzubringen, aber Gibbs kann ihn aufhalten und erschießt ihn. Agent Todd quittiert ihren Dienst beim Secret Service, da sie gegen Befehle verstoßen hat und bekommt von Gibbs einen Job beim NCIS angeboten. |           |                           |                        |                      |                                       |                      |                                                  |
| 2 | 2         | Sprung in den Tod         | Hung Out to Dry        | 30. Sep. 2003        | 31. März 2005                         | Alan Levi            | Don McGill                                       |
| Bei einer Fallschirmübung kommt es zu einem Zwischenfall, einer der Springer, „Klopfer“, stirbt. Das Team findet heraus, dass ein Drogenschmugglerring in den Reserveschirmen der Fallschirmspringer Kokain transportierte. Klopfer, der nicht zu den Drogenhändlern gehörte, diente unwissentlich als Transport. Als sich sein Hauptschirm nicht öffnete, hatte er keinen Reserveschirm, da dieser mit Kokain gefüllt worden war. Bei einer neuerlichen Fallschirmübung kann Gibbs den Täter zu einem Geständnis bewegen. Bei einem Handgemenge wird Tony aus der Maschine gestoßen. Zum Glück hat er, genau wie Gibbs, komplette Fallschirmmontur angelegt. |           |                           |                        |                      |                                       |                      |                                                  |
| 3 | 3         | Seadog                    | Seadog                 | 7. Okt. 2003         | 7. Apr. 2005                          | Bradford May         | Donald P. Bellisario & John C. Kelley            |
| Ein Marineoffizier wird getötet. Zuerst sieht es so aus, als sei er in Drogengeschäfte verwickelt gewesen, doch „Seadog“ setzte sich für eine Kampagne gegen Drogen ein. Gibbs versucht, die Unschuld des Mannes zu beweisen und stößt dabei auf eine Terrorzelle, die es auf das Stromnetz abgesehen hat. |           |                           |                        |                      |                                       |                      |                                                  |
| 4 | 4         | Die Unsterblichen         | The Immortals          | 14. Okt. 2003        | 14. Apr. 2005                         | Alan Levi            | Darcy Meyers                                     |
| Im Meer wird die Leiche eines Matrosen gefunden. Er war ein süchtiger Onlinerollenspieler und hat sich gerne via Internet duelliert. Es stellt sich die Frage, ob die Fantasiewelt zur Realität wurde. Das Team findet heraus, dass er zunehmend das Gefühl für die Realität verlor. Mit einem anderen Matrosen, der im Computerspiel sein „Erzfeind“ war, hat er sich an Bord sogar mit echten Schwertern duelliert. Als dieser merkte, dass sein Gegner vollkommen verrückt war, forderte er ihn auf, seine übernatürlichen Fähigkeiten durch das Laufen unter Wasser zu beweisen. |           |                           |                        |                      |                                       |                      |                                                  |
| 5 | 5         | Der Fluch der Mumie       | The Curse              | 28. Okt. 2003        | 21. Apr. 2005                         | Terrence O’Hara      | Donald P. Bellisario & Don McGill & Jeff Vlaming |
| In einem Abwurfbehälter wird die mumifizierte Leiche eines Angehörigen der US-Streitkräfte gefunden. Er soll vor vielen Jahren mit gestohlenem Geld der Navy verschwunden sein. Ist er in Wirklichkeit unschuldig? |           |                           |                        |                      |                                       |                      |                                                  |
| 6 | 6         | Speed                     | High Seas              | 4. Nov. 2003         | 28. Apr. 2005                         | Dennis Smith         | Jeff Vlaming & Larry Moskowitz                   |
| Der Special Agent an Bord des Flugzeugträgers USS Enterprise, selbst einmal ein Teil von Gibbs’ Team gewesen, bittet seinen ehemaligen Vorgesetzten um Mithilfe: ein junger Seemann ist auf dem Schiff Amok gelaufen, nachdem er eine hohe Dosis Speed genommen hat. Der Junge bestreitet allerdings, jemals Drogen genommen zu haben. Werden den Matrosen absichtlich Pillen zur Leistungssteigerung untergemischt? |           |                           |                        |                      |                                       |                      |                                                  |
| 7 | 7         | Unter Wasser              | Sub Rosa               | 18. Nov. 2003        | 24. März 2005                         | Michael Zinberg      | George Schenck & Frank Cardea                    |
| Auf einem Navy-Stützpunkt wird in einem Fass mit Säure eine Leiche gefunden. Anscheinend hat jemand den Platz des nicht identifizierbaren Toten eingenommen. Kate und Gibbs ermitteln auf einem U-Boot, das gerade eine Übung im Atlantik durchführt. Sie versuchen, den Täter zu identifizieren. Wie sich herausstellt, ist der Sonarbediener der Mörder. Als fanatischer Umweltaktivist will er die Navy für umweltschädigende Sonarversuche bestrafen. Als er identifiziert wird, begeht er Selbstmord. Seine Leiche wird dem Protokoll entsprechend in die Gefriertruhe des U-Boots gelegt. Das war jedoch von vorneherein Teil des Plans. Ein Bimetallschalter sollte eine große Menge Sarin freisetzen, sobald der Körper des Attentäters gekühlt wird. Im letzten Moment kann der Körper durch den Torpedoschacht ausgestoßen werden. |           |                           |                        |                      |                                       |                      |                                                  |
| 8 | 8         | Schlimmer als der Tod     | Minimum Security       | 25. Nov. 2003        | 12. Mai 2005                          | Ian Toynton          | Donald P. Bellisario & Philip DeGuere, jr.       |
| Ein Dolmetscher aus Guantanamo stirbt an inneren Blutungen. Als Ducky den Mageninhalt untersucht, stellt er fest, dass es sich um Smaragde handelt. Gibbs und sein Team fliegen sofort nach Kuba und nehmen gemeinsam mit Paula Cassidy die Ermittlungen auf. |           |                           |                        |                      |                                       |                      |                                                  |
| 9 | 9         | Anruf von einem Toten     | Marine Down            | 16. Dez. 2003        | 19. Mai 2005                          | Dennis Smith         | John C. Kelley                                   |
| Bei der Trauerfeier um ihren Mann erhält Sarah einen Anruf von ihm, in dem er behauptet, er würde noch leben. Also wird der NCIS beauftragt, der Sache nachzugehen. Und der Vorgesetzte des Toten verrät, dass er im Bordell getötet wurde. Doch Gibbs lässt nicht locker. |           |                           |                        |                      |                                       |                      |                                                  |
| 10 | 10        | Lebendig begraben         | Left for Dead          | 6. Jan. 2004         | 26. Mai 2005                          | James Whitmore, Jr.  | Don McGill & Donald P. Bellisario                |
| Eine Frau wird gefunden – sie war lebendig begraben und hat ihr Gedächtnis verloren. Das einzige, woran sie sich erinnert, ist, dass eine Bombe auf einem Schiff versteckt ist. Der NCIS beginnt nun verzweifelt, das Schiff ausfindig zu machen. Während die Frau versucht, ihr Gedächtnis wiederzuerlangen, fasst Kate immer mehr Vertrauen zu ihr. |           |                           |                        |                      |                                       |                      |                                                  |
| 11 | 11        | Wintersonne               | Eye Spy                | 13. Jan. 2004        | 2. Juni 2005                          | Alan Levi            | George Schenck & Frank Cardea & Dana Coen        |
| Zwei junge Mitarbeiter der CIA beobachten per Zufall den Mord an einem Angehörigen der Navy. Der hat, wie sich herausstellt, an einem geheimen Sonargerät gearbeitet; der einzige Prototyp ist verschwunden. |           |                           |                        |                      |                                       |                      |                                                  |
| 12 | 12        | Ein Bein in West Virginia | My Other Left Foot     | 3. Feb. 2004         | 9. Juni 2005                          | Jeff Woolnough       | Jack Bernstein                                   |
| Ein Obdachloser durchwühlt einen Müllcontainer und entdeckt das abgetrennte Bein eines Marines. Der Marine ist allerdings schon längst tot. Ist dafür eine Ärztin aus einer Kleinstadt in West-Virginia verantwortlich? |           |                           |                        |                      |                                       |                      |                                                  |
| 13 | 13        | Todesschüsse              | One Shot, One Kill     | 10. Feb. 2004        | 16. Juni 2005                         | Peter Ellis          | Gil Grant                                        |
| Ein Anwerber der Marines wird in seinem Büro von einem Scharfschützen hingerichtet. Gibbs zieht wieder seine alte Uniform an und versucht, dem Täter eine Falle zu stellen. |           |                           |                        |                      |                                       |                      |                                                  |
| 14 | 14        | Der gute Samariter        | The Good Samaritan     | 17. Feb. 2004        | 23. Juni 2005                         | Alan Levi            | Jack Bernstein                                   |
| Auf der Straße wird die Leiche eines Soldaten gefunden, der anscheinend versucht hat, bei einem Reifenschaden zu helfen. Ist er das Opfer eines grausamen Mörders geworden? |           |                           |                        |                      |                                       |                      |                                                  |
| 15 | 15        | Der Colonel               | Enigma                 | 24. Feb. 2004        | 30. Juni 2005                         | Thomas J. Wright     | John C. Kelley                                   |
| Colonel Ryan, ein alter Freund von Gibbs, ist mit zwei Mio. Dollar aus dem Irak verschwunden. Der Colonel glaubt, das Geld würde für illegale Zwecke genutzt. Doch der Colonel scheint am posttraumatischen Stresssyndrom zu leiden. |           |                           |                        |                      |                                       |                      |                                                  |
| 16 | 16        | Alptraum im Keller        | Bête Noire             | 2. März 2004         | 7. Juli 2005                          | Peter Ellis          | Donald P. Bellisario                             |
| Ein Terrorist hat sich, in einem Leichensack versteckt, ins NCIS-Hauptquartier geschmuggelt und fordert die Rückgabe einer Leiche. Er hält dafür Ducky, Kate und Gerald als Geiseln gefangen. |           |                           |                        |                      |                                       |                      |                                                  |
| 17 | 17        | Fünf Musketiere           | The Truth is Out There | 16. März 2004        | 14. Juli 2005                         | Dennis Smith         | Jack Bernstein                                   |
| Ein junger PO, der in der Postabteilung arbeitete, wird tot in einem Nachtclub gefunden. Haben seine Freunde etwas zu verbergen, denn im Zimmer des PO finden Gibbs und das Team eine große Summe Geld? |           |                           |                        |                      |                                       |                      |                                                  |
| 18 | 18        | Falsche Fährten           | UnSEALed               | 6. Apr. 2004         | 21. Juli 2005                         | Peter Ellis          | Thomas L. Moran                                  |
| Ein Häftling aus Leavenworth ist auf der Flucht. Immer wieder kann er Gibbs’ Team an der Nase herumführen. Doch bald stellt sich heraus, dass der Flüchtige wahrscheinlich unschuldig ist. Derweil versucht Chris Pacci, ein Kollege, in einem alten Fall zu ermitteln. |           |                           |                        |                      |                                       |                      |                                                  |
| 19 | 19        | Wenn Tote sprechen        | Dead Man Talking       | 27. Apr. 2004        | 28. Juli 2005                         | Dennis Smith         | George Schenck & Frank Cardea                    |
| Chris Pacci, ein Agent des NCIS, wird ermordet und aufgeschlitzt in einem Fahrstuhl gefunden. Das Team finden raus, dass Pacci dabei war, einen alten Fall neu aufzurollen. Lieutenant Commander Voss hatte die Navy um Millionen betrogen. Dies konnte ihm jedoch nicht mehr nachgewiesen werden, da er bei einem Autounfall tödlich verunglückte. Pacci nahm sich den Fall aufgrund neuer Hinweise noch einmal vor. Ducky findet eine Speicherkarte in Paccis Speiseröhre. Auf dieser befinden sich Fotos einer Frau, die Pacci beschattet hat. McGee kann den Ort ausfindig machen, an dem die Aufnahmen gemacht wurden. Gibbs beschließt, dort weiterzumachen, wo Pacci aufgehört hat, um so den Mörder zu finden. Das bedeutet, dass die NCIS Agenten die Überwachung fortsetzen. Am Ende der Folge stellt sich raus, dass die Frau, Amanda Reed, in Wirklichkeit Lt. Commander Voss ist. Als Voss, der eine Geschlechtsumwandlung machen wollte, mit einer Waffe auf Tony zielt, erschießt Gibbs ihn. |           |                           |                        |                      |                                       |                      |                                                  |
| 20 | 20        | Willkommen in der Hölle   | Missing                | 4. Mai 2004          | 4. Aug. 2005                          | Jeff Woolnough       | John C. Kelley                                   |
| Ein Gunnery Sergeant wird als fahnenflüchtig gemeldet. Das Team übernimmt den Fall. Der Wagen des Gunnys wird vor einer Bar gefunden. Der Sergeant wurde in der Bar unter Drogen gesetzt und verschwand kurz darauf. Abby findet heraus, dass zwei weitere Marines, die mit ihm stationiert waren, ebenfalls vermisst werden. Tony beschattet daraufhin den CO dieser Marines. Tony wird dabei jedoch bewusstlos geschlagen, er erwacht in einer kleinen Zelle, in der sich auch der gesuchte Gunny aufhält. Tony und dem Gunny gelingt schließlich die Flucht. Sie machen sich auf die Suche nach einem Ausgang aus einem Labyrinth von Gängen. Der CO, der verdächtigt wurde, findet die beiden, er wird jedoch von Vanessa, der Kellnerin aus der Bar, erschossen. Sie hat den Gunny und andere Marines entführt und verhungern lassen, da diese vor vielen Jahren für den Tod ihrer besten Freundinnen verantwortlich waren. Die Marines wollten die Mädchen in die USA schmuggeln und hatten sie in einem Container untergebracht. Bei dem Versuch verhungerten die Frauen jedoch. Nur Vanessa hatte, ohne dass die Marines es wussten, überlebt. Als sie den Gunny auch noch umbringen will, kann Tony dies gerade noch verhindern. |           |                           |                        |                      |                                       |                      |                                                  |
| 21 | 21        | Verbotene Waffen          | Split Decision         | 11. Mai 2004         | 11. Aug. 2005                         | Terrence O’Hara      | Bob Gookin                                       |
| Ein Marine wird mit einer SMAW ermordet. Die Spur führt zu einer verdeckten ATF (Bureau of Alcohol, Tobacco, Firearms and Explosives)-Operation und einer Gruppe von Milizen. |           |                           |                        |                      |                                       |                      |                                                  |
| 22 | 22        | Abgestürzt                | A Weak Link            | 18. Mai 2004         | 18. Aug. 2005                         | Alan Levi            | Jack Bernstein                                   |
| Lieutenant Johnson, Mitglied der SEALs, stürzt während einer Abseilübung ab. Abby stellt fest, dass der Karabiner durch einen aus schwächerem Metall ersetzt wurde. Wer hat versucht, den Lieutenant umzubringen? |           |                           |                        |                      |                                       |                      |                                                  |
| 23 | 23        | Der Terrorist             | Reveille               | 25. Mai 2004         | 25. Aug. 2005                         | Thomas J. Wright     | Donald P. Bellisario                             |
| Der Terrorist, der Ducky und Kate in der Autopsie gefangen gehalten hatte und Gerald eine Kugel in die Schulter schoss, ist wieder zurück. Diesmal versucht er, Marine One abzuschießen. Dafür nimmt er Kate erneut als Geisel. Doch Gibbs kann endlich Rache nehmen, auch wenn Ari nicht getötet wird. |           |                           |                        |                      |                                       |                      |                                                  |

## DVD-Veröffentlichung
In den USA erschien die komplette Staffel am 6. Juni 2006 auf DVD. In Deutschland erschien die Staffel in zwei Teilen am 20. Juli 2006. In Australien erschien die Staffel am 10. August 2006.